# الرڭادة
الرڭادة هي قرية مغربية وجماعة قروية وسط غربي المغرب. تنتمي الرڭادة لإقليم تيزنيت على الساحل الأطلسي. تضم هذه الجماعة القروية 14.328 نسمة (إحصاء رسمي 2004).